# Avenue Outrebon
L'avenue Outrebon est un des axes du centre historique de Villemomble.

## Situation et accès
Partant à la place de la Gare, à l'angle de l'avenue du Raincy, cette voie de communication se dirige vers le sud.
Elle rencontre notamment le boulevard du Général-de-Gaulle, l'avenue de la République, la rue Pasteur et l'avenue du Général-Leclerc.
Elle se termine au château de Villemomble, place Émile-Ducatte.

## Origine du nom

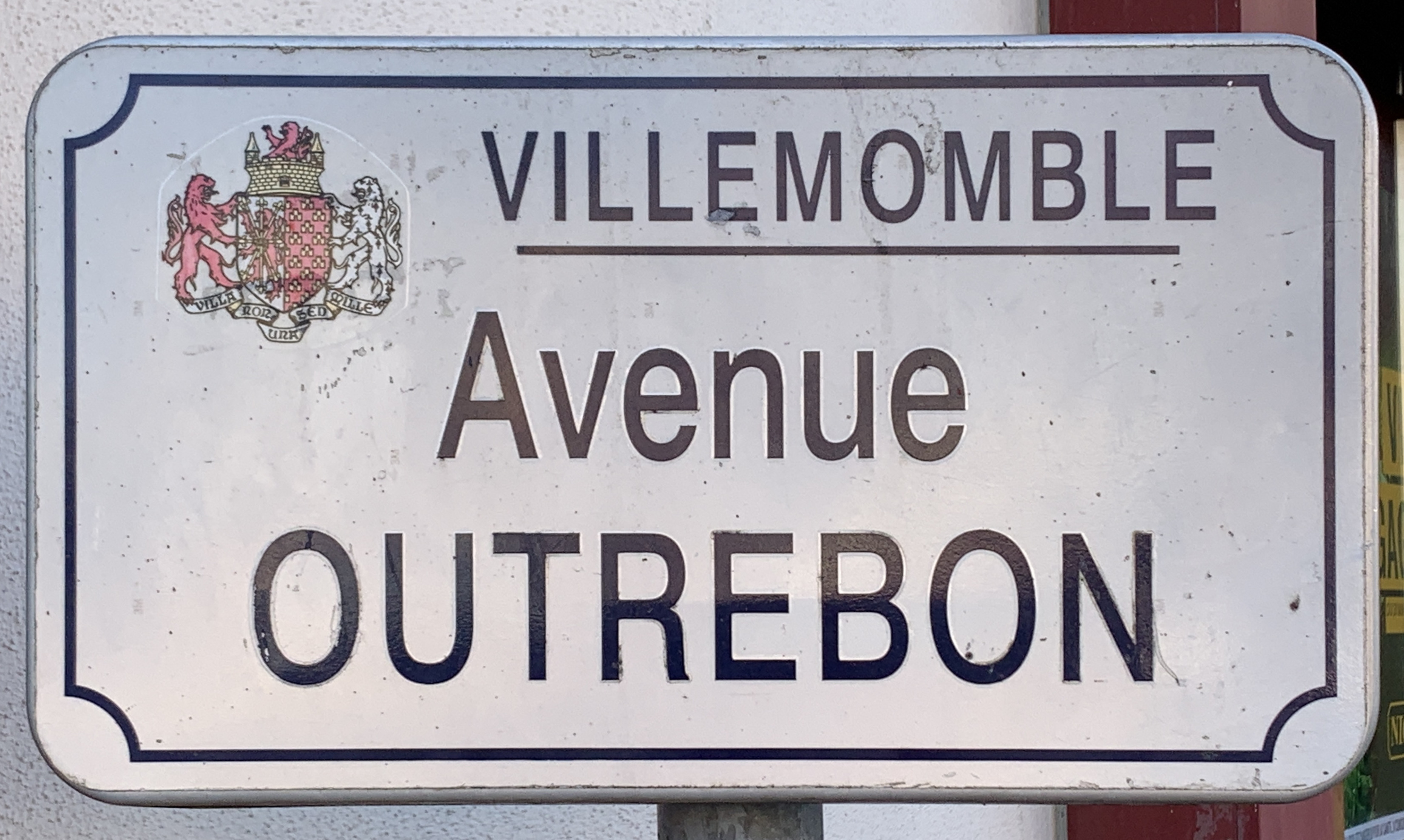
Plaque de l'avenue.

Le nom de cette avenue vient de Madame Julie Outrebon née Papin, dernière propriétaire du château seigneurial de Villemomble, qui s’associa à Louis-Constantin Detouche, maire de Villemomble de 1871 à 1879, pour démanteler son domaine afin de le lotir.
Le château seigneurial et ses sept mille mètres carrés de terrain furent en revanche cédés à la municipalité qui y installa la mairie.

## Bâtiments remarquables et lieux de mémoire
- Gare du Raincy - Villemomble - Montfermeil
- Château de Villemomble sur la place Émile-Ducatte